# 布魯克蘭鎮區 (阿肯色州克雷格黑德縣)
布魯克蘭鎮區（英語：Brookland Township）是位於美國阿肯色州克雷格黑德縣的一個行政鎮區。

## 地方資料
布魯克蘭鎮區的面積為93.59平方千米，當中陸地面積為93.29平方千米，而水域面積為0.30平方千米。根據2010年美國人口普查的數據，當地共有人口3146人，而人口密度為每平方千米33.61人。